# Senden (Westfalen)
Senden (plattdeutsch Siänden) ist eine Gemeinde im Münsterland und gehört zum Kreis Coesfeld im Land Nordrhein-Westfalen in der Bundesrepublik Deutschland.

## Geographie
Die Gemeinde Senden liegt im Osten des Kreises Coesfeld südwestlich der Stadt Münster und wird von der Stever durchflossen. Außerdem liegt sie am Dortmund-Ems-Kanal. Der niedrigste Punkt der Gemeinde beträgt 54 m ü. NN, der höchste 91 m ü. NN, der Ortskern befindet sich auf 59 m ü. NN.

### Nachbargemeinden
| Nottuln         | Havixbeck                                   | Münster   |
| Buldern, Dülmen | Kompassrose, die auf Nachbargemeinden zeigt | Münster   |
| Lüdinghausen    | Nordkirchen                                 | Ascheberg |

### Gemeindegliederung
Die Gemeinde besteht aus den Gemeindebezirken:
- Bösensell
- Ottmarsbocholt
- Senden

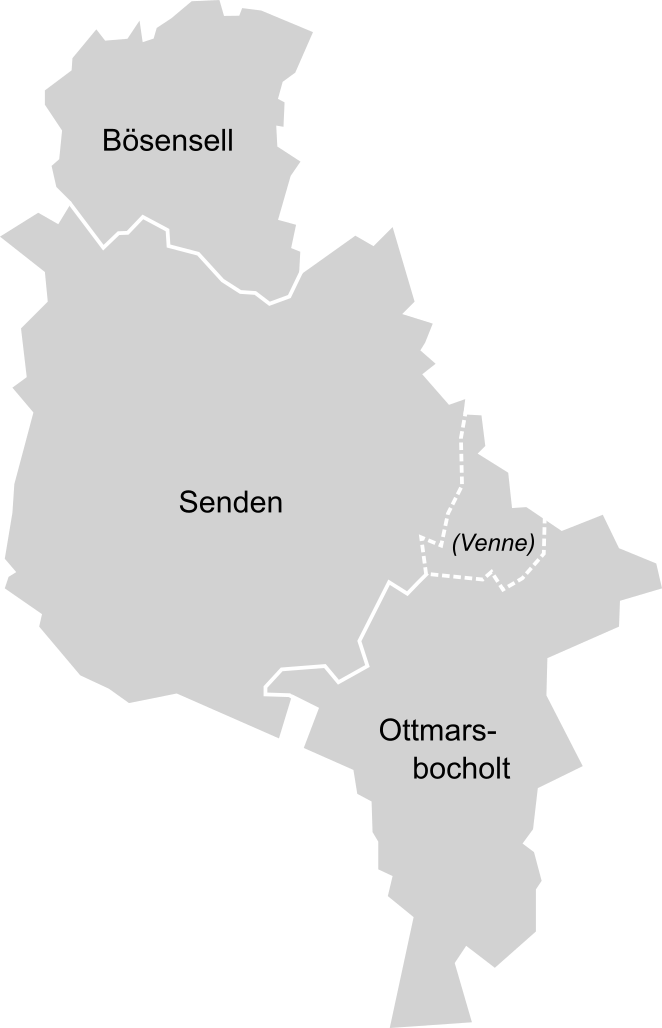
Ortsteile von Senden

Die ehemalige Gemeinde Venne gehört zum Gemeindebezirk Senden.

## Geschichte
Senden wird erstmals um 890 in einem Heberegister des Klosters Werden an der Ruhr urkundlich als Sendiaon erwähnt, im selben Register werden auch Basinseli (Bösensell) und Bredenbeki (Bredenbeck) erwähnt.
Archäologische Funde weisen auf eine kontinuierliche Besiedlung um 700 n. Chr. hin. Weitere Funde datieren aus der Alt- und Mittelsteinzeit. Ottmarsbocholt wird um 980, Venne 1230 erstmals urkundlich erwähnt.
Das Schloss Senden (eher Haus Senden) ging um 1350 an die Herren von Senden, um 1400 an die von Droste zu Kakesbeck.
Die Gemeinde Senden bildete im Kreis Lüdinghausen in der Provinz Westfalen von 1844 bis zur Aufhebung aller preußischen Einzelgemeindeämter im Jahre 1934 ein eigenes Amt.
1952 gründeten aus Böhmen vertriebene Klarissen ein Kloster in Senden.
Die ehemals selbstständigen Gemeinden Bösensell, Ottmarsbocholt, Senden und Venne wurden im Rahmen der kommunalen Neugliederung am 1. Januar 1975 zur Gemeinde Senden vereinigt.

## Politik

### Gemeinderat
Sitzverteilung seit der Kommunalwahl 2020:
| CDU | SPD | Grüne | UWG | FDP | Gesamt |
| --- | --- | ----- | --- | --- | ------ |
| 16  | 5   | 8     | 4   | 3   | 36     |

Ergebnisse der Kommunalwahlen ab 1975
In der Liste werden nur Parteien und Wählergemeinschaften aufgeführt, die mindestens 1,95 Prozent der Stimmen bei der jeweiligen Wahl erhalten haben.
| Jahr | CDU   | SPD   | Grüne1 | UWG   | FDP   | Linke | UWGS |
| ---- | ----- | ----- | ------ | ----- | ----- | ----- | ---- |
| 1975 | 55,6  | 21,5  |        |       | 02,9  |       | 18,6 |
| 1979 | 53,9  | 26,0  |        |       | 04,1  |       | 16,0 |
| 1984 | 60,0  | 23,0  | 11,7   |       | 05,3  |       |      |
| 1989 | 53,3  | 25,7  | 13,1   |       | 07,9  |       |      |
| 1994 | 54,5  | 26,0  | 15,0   |       | 04,5  |       |      |
| 1999 | 60,1  | 23,8  | 11,0   |       | 05,0  |       |      |
| 2004 | 55,1  | 23,1  | 13,8   |       | 08,0  |       |      |
| 2009 | 52,3  | 19,5  | 15,0   |       | 10,7  | 2,5   |      |
| 2014 | 51,4  | 19,6  | 13,1   | 9,8   | 06,1  |       |      |
| 2020 | 45,51 | 14,45 | 22,51  | 10,49 | 07,04 |       |      |

1 Grüne: 1984 und 1989: Grüne, ab 1994: B’90/Grüne

### Bürgermeister
- 1975–1999: Franz Böckenholt, CDU
- 1999–2015: Alfred Holz, parteilos
- ab Herbst 2015: Sebastian Täger, parteilos

### Wappen und Banner

Wappen
Banner

Das Wappen von Senden: „In Silber eine wachsende, stilisierte, grüne Linde, überdeckt mit einem schräg gelegten, durchgehenden, roten, vierlätzigen Turnierkragen.“
Das Wappen und das Banner (Flagge) wurden am 3. Oktober 1966 genehmigt und nach der kommunalen Neugliederung am 15. September 1975 bestätigt.
Die Linde soll daran erinnern, dass es sich bei Senden um einen alten Gerichtsort handelt; mit ihr wird gleichzeitig auf das Siegel eines Sendener Frei- und Gografen aus dem Jahre 1652 zurückgegriffen, das einen Baum zeigt. Der Turnierkragen ist dem Siegel der Herren von Senden, genannt Benekamp, entnommen. Rot und Silber sind ihre Farben sowie des Geschlechts Droste zu Senden, das bis 1957 über 550 Jahre auf Haus Senden saß.
Beschreibung der Flagge (beschrieben wird ein Banner): „Weiß-Rot-Weiß im Verhältnis 1:3:1 längsgestreift mit dem Gemeindewappen in der oberen Hälfte des Mittelstreifens.“

### Städtepartnerschaft
Im Mai 2010 wurde eine Partnerschaft zwischen Senden und der polnischen Stadt Koronowo besiegelt, im Jahre 1990 bereits mit Jessen (Elster).

## Sehenswertes
Im nordöstlichen Ortsteil Venne in unmittelbarer Nähe des Dortmund-Ems-Kanals befindet sich das Naturschutzgebiet Venner Moor, ein ehemals trockengelegtes Moor, das erfolgreich renaturiert wurde. Besonders im Frühjahr und Herbst zeigt sich seine ganze Vielfalt.
Das Schloss Senden ist eines der zahlreichen Wasserschlösser des Münsterlandes. Die im 15. Jahrhundert erbaute Anlage wird heute nach langjähriger Renovierung als Mehrzweckveranstaltungsraum genutzt.

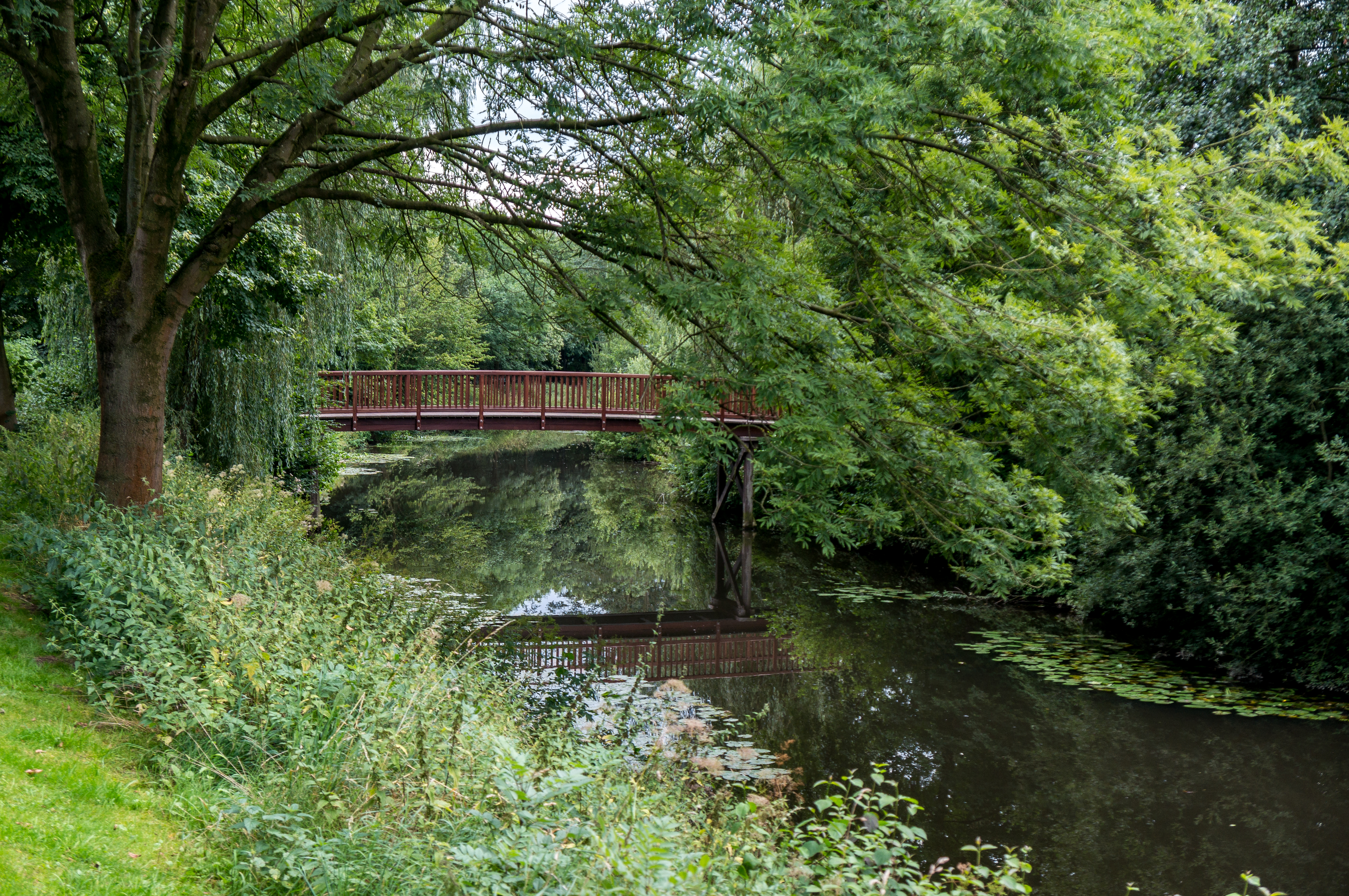
Stever
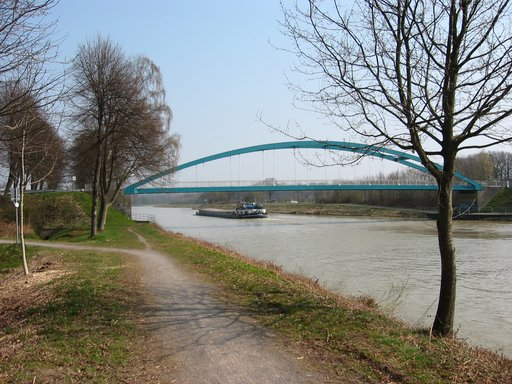
Dortmund-Ems-Kanal bei Senden
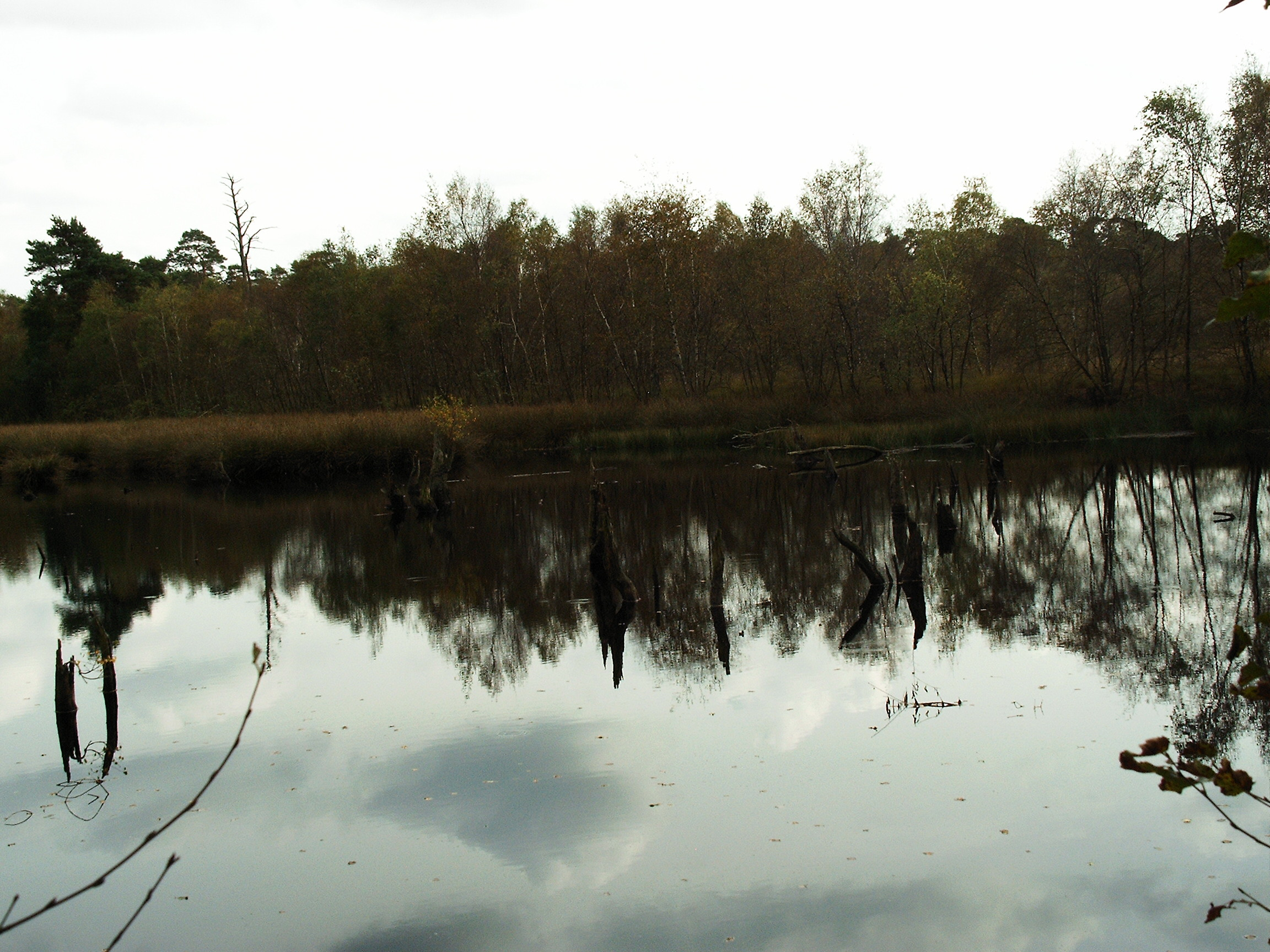
Venner Moor
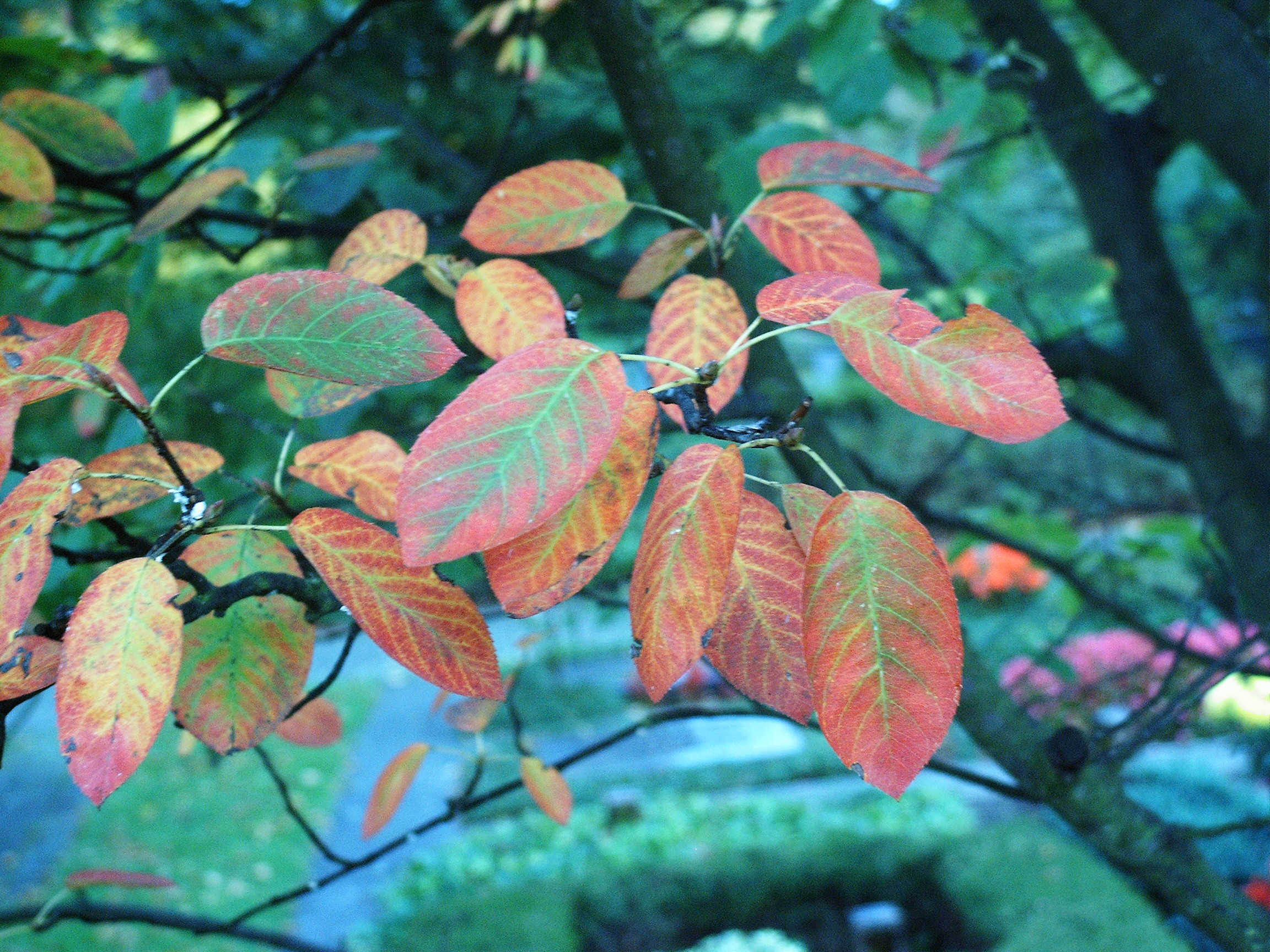
Herbst am Venner Moor
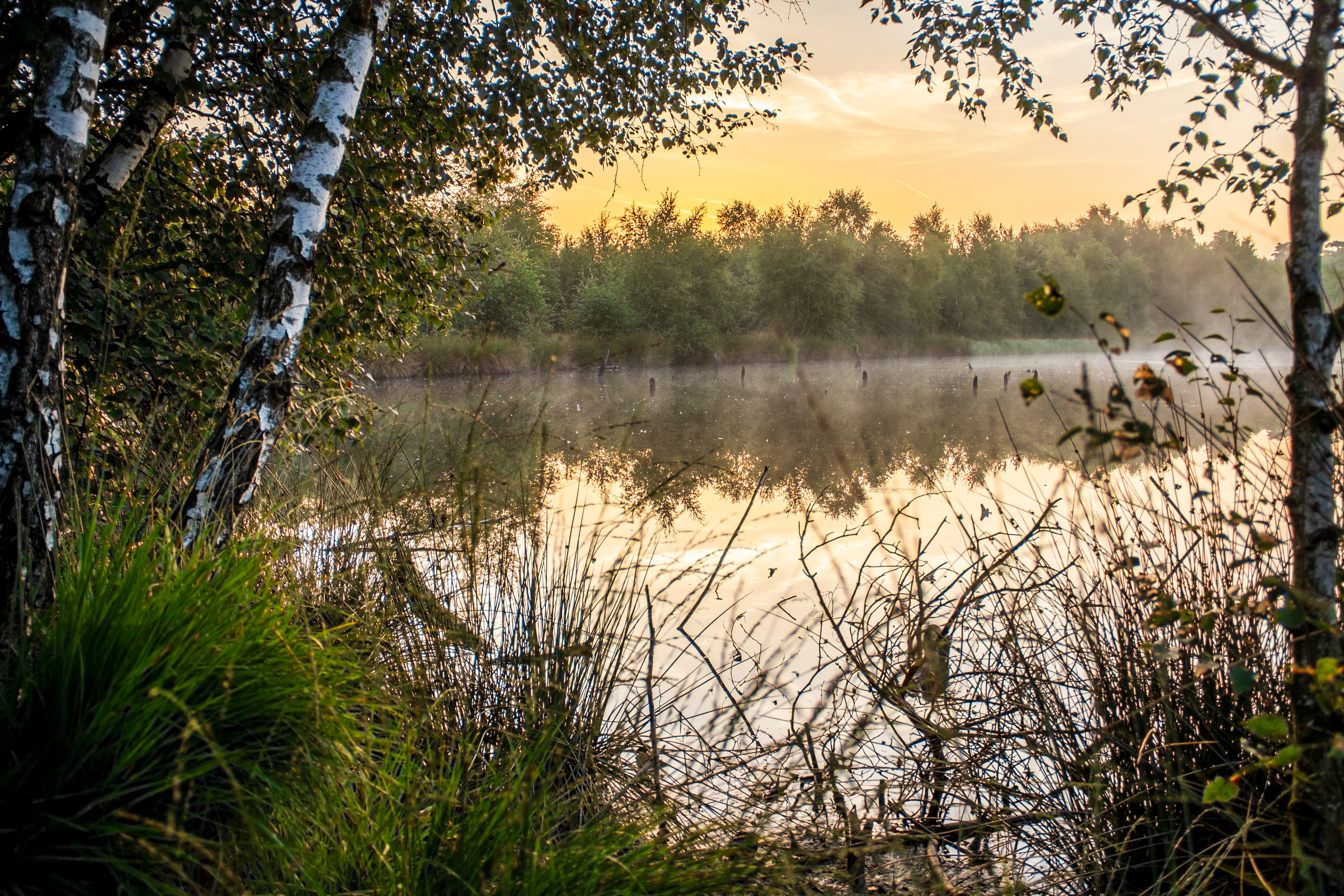
Sonnenaufgang am Venner Moor
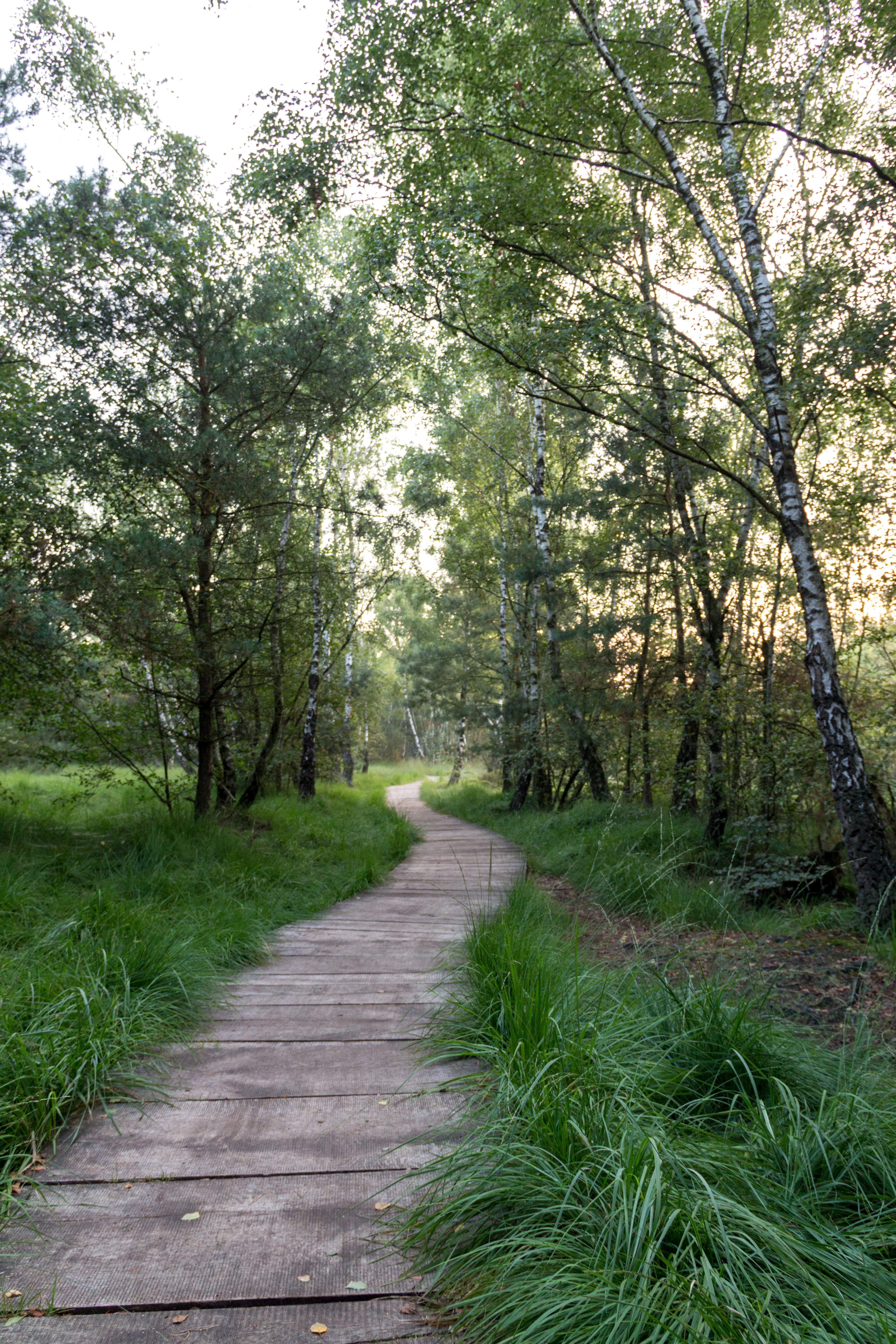
Venner Moor
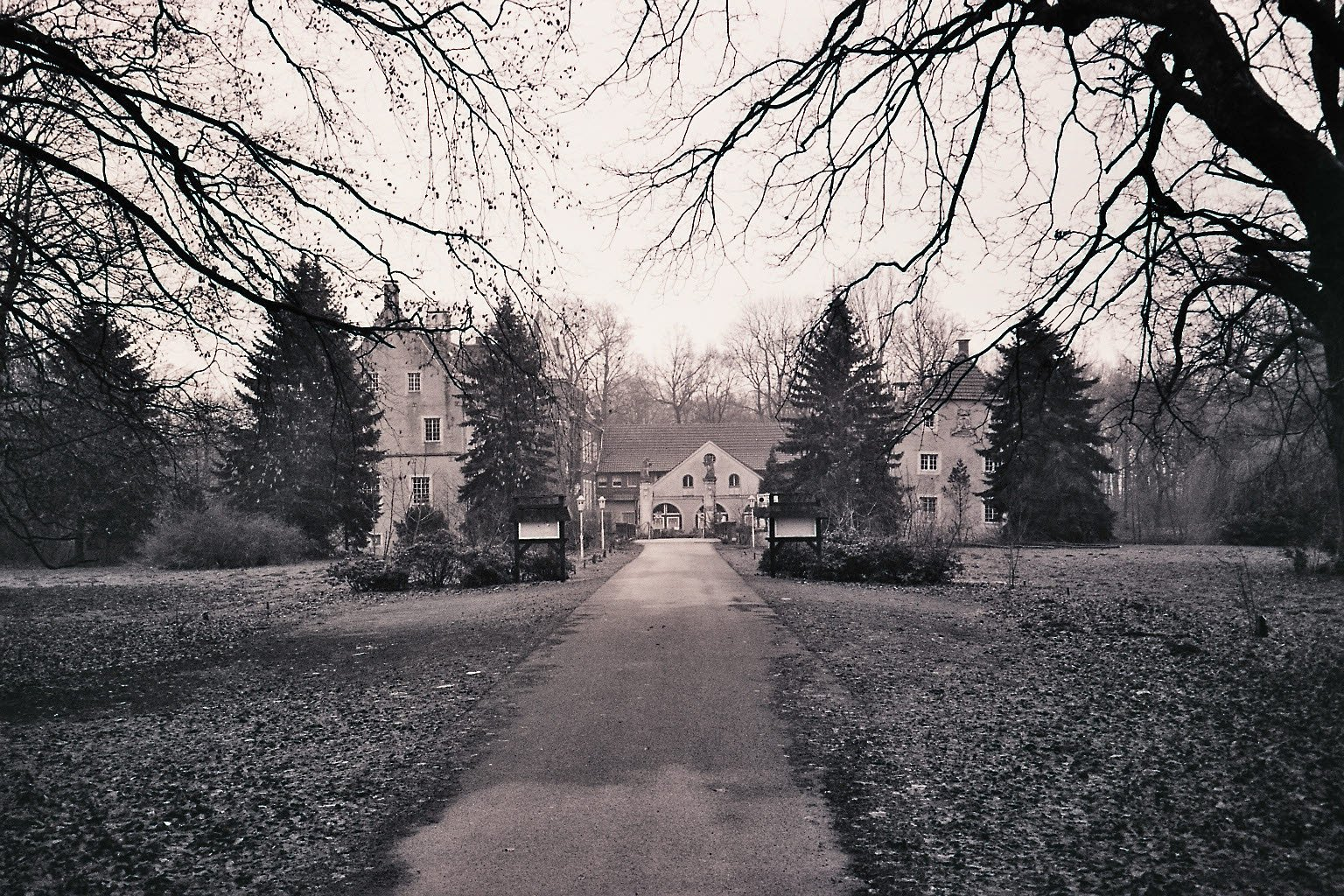
Zufahrt zum Schloss Senden
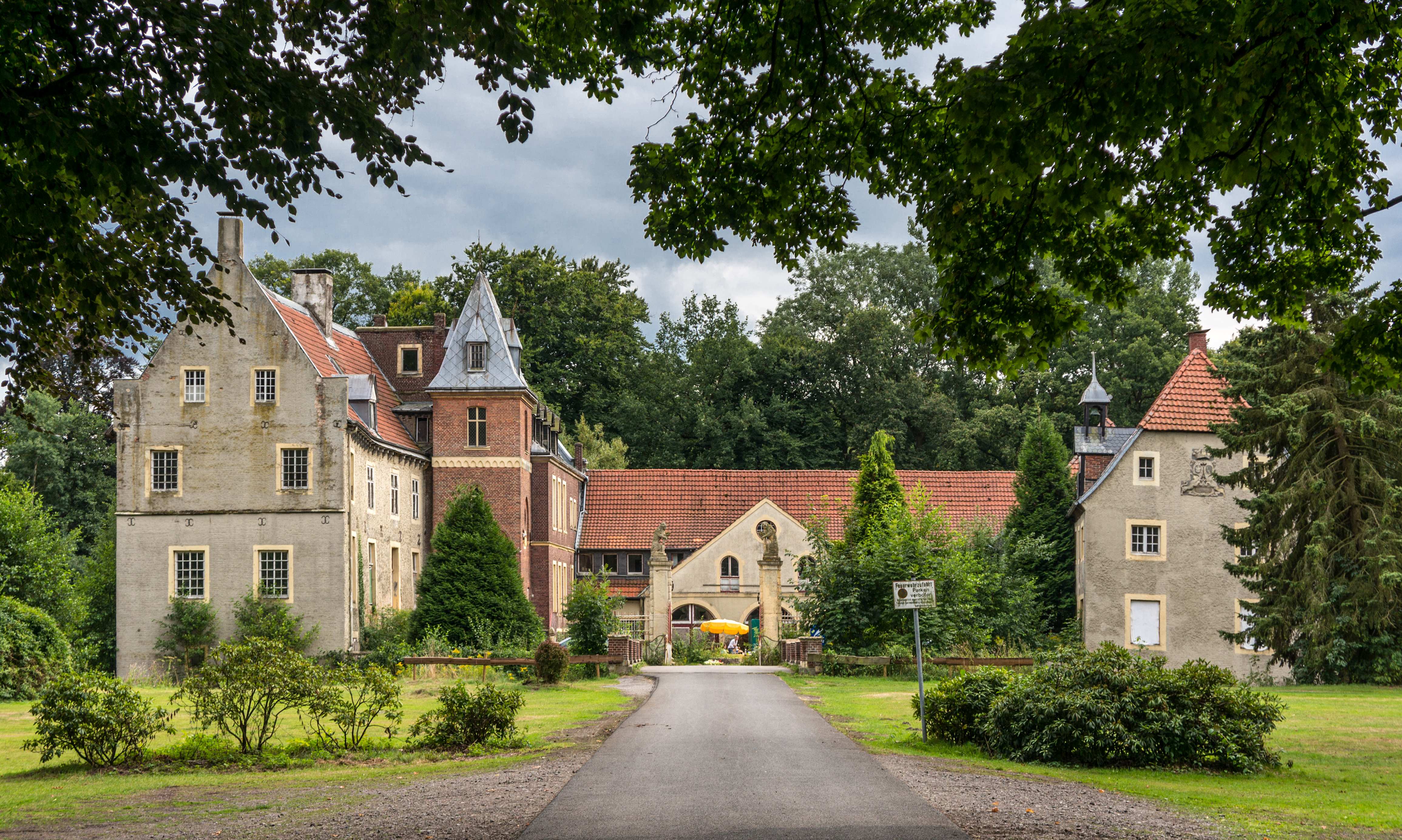
Schloss Senden
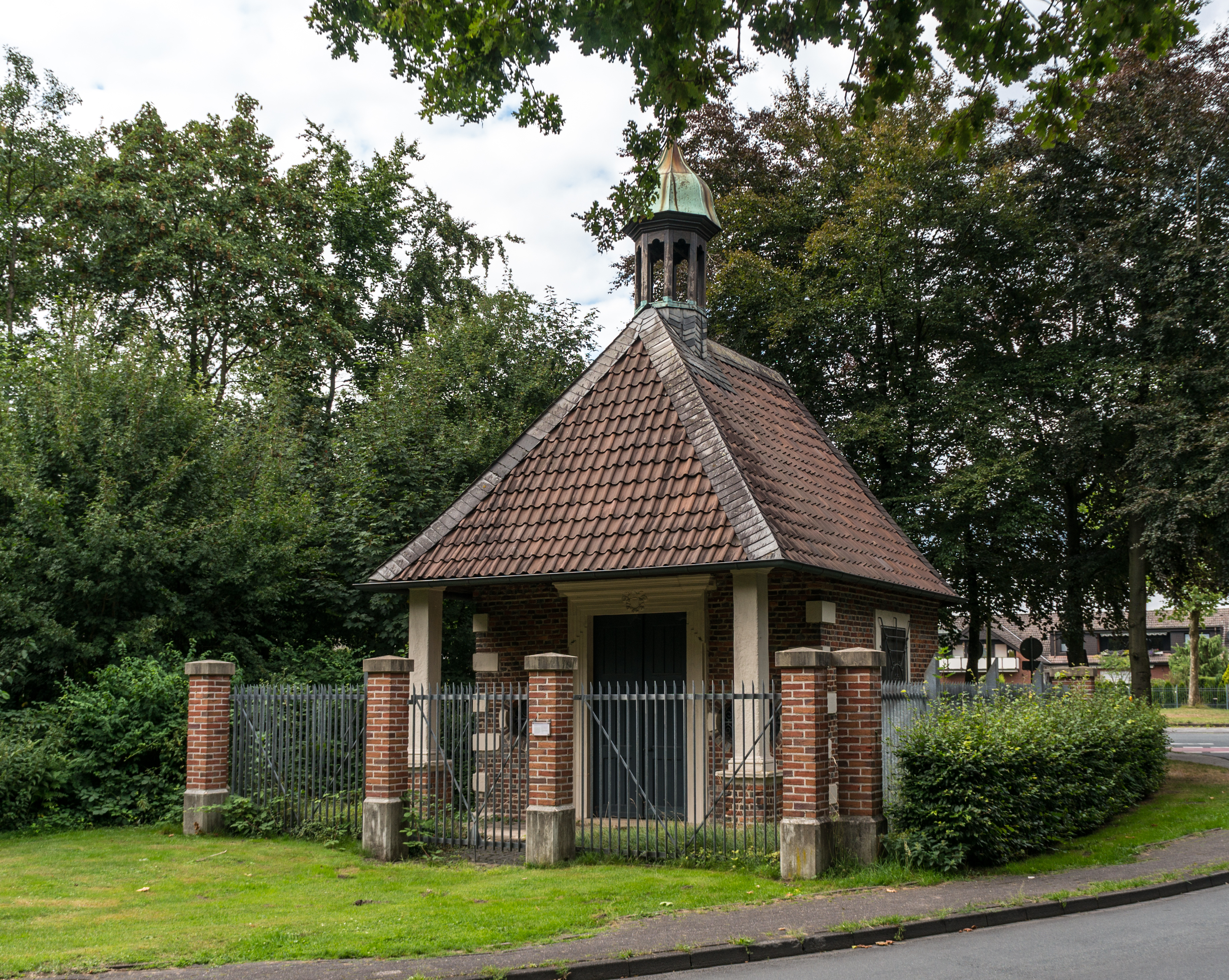
Gruftkapelle Freiherr Droste zu Senden
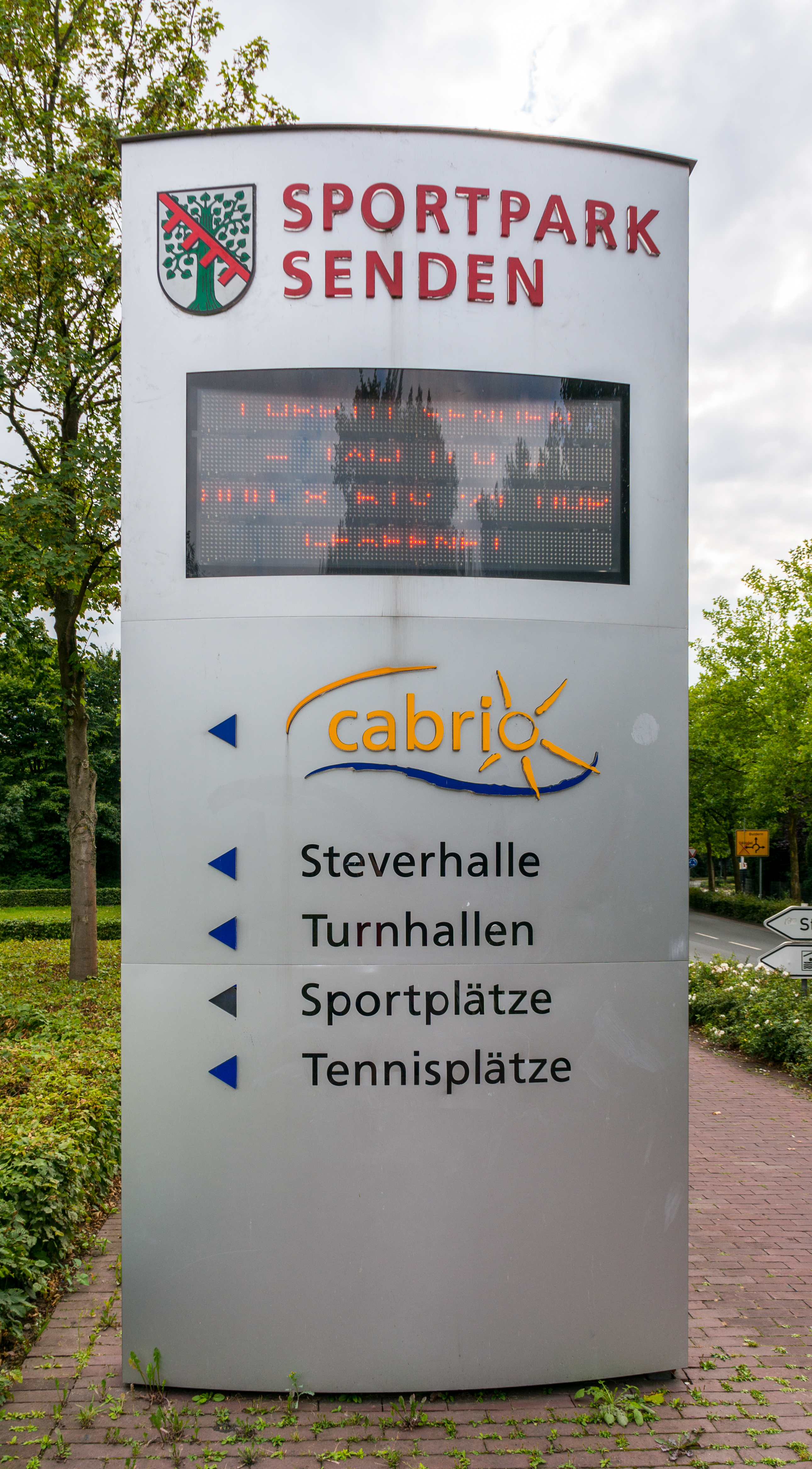
Anzeige- und Hinweistafel des Sportparks

## Vereine

### ASV Senden
Der ASV Senden wurde im Jahre 1980 gegründet und ist mit 1800 Mitgliedern der größte Sportverein der Gemeinde. Die Volleyballmannschaft der Frauen spielte von 2015 bis 2019 in der 3. Liga.

### VfL Senden 38
Der VfL Senden ist der größte Fußballverein der vier Gemeindeteile Senden, Ottmarsbocholt, Bösensell und Venne. Mit über 750 Mitgliedern zählt der Verein auch im zugehörigen Fußballkreis Münster zu den mitgliederstärksten Vereinen. Neben der ersten Herrenmannschaft (Landesliga 4) stellen sich drei weitere Herrenteams (Kreisligen B und C Münster) sowie zwei Frauenmannschaften (Bezirksliga/Kreisliga A) dem Seniorenspielbetrieb.
Im Jugendbereich ist der VfL seit Jahren ein erfolgreicher Garant für gute Entwicklung. Die A-Junioren schafften 2018 den erneuten Aufstieg in die Bezirksliga und überzeugten bereits zum Ende der Hinrunde mit einem respektablen zweiten Tabellenplatz. Weitere Mannschaften spielen in der Leistungsliga (U17, U15 und U13).
Im Juniorinnenbereich kooperiert der VfL Senden seit 2017 mit BW Ottmarsbocholt. Seit 2018 spielen Mädchen als JSG Ottmarsbocholt/Senden von der U11 bis zur U17 gemeinsam Fußball. Insgesamt stellt der VfL Senden aktuelle 21 Jugendteams, die von 3 B-Lizenz, 12 C-Lizenz-Trainern und zahlreichen, weiteren Übungsleitern ausgebildet werden.

## Regelmäßige Veranstaltungen

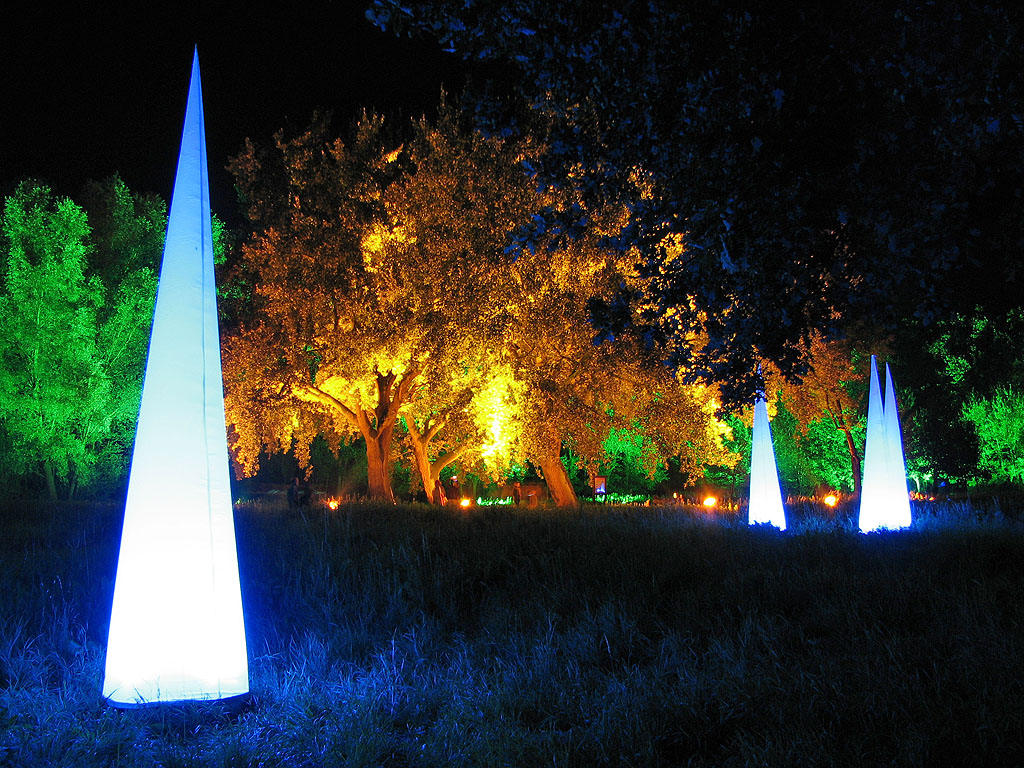
Lichtinstallationen beim Sendener Lichterabend 2006

- Karnevalsumzug in Ottmarsbocholt: Sonntag vor Weiberfastnacht Veranstalter: KG Otti-Botti e. V.
- Maifest im Sendener Ortskern: 1. Samstag und Sonntag im Mai
- Schützenfest der St.-Johanni-Bruderschaft 1602 Senden. e. V. im Juni
- Sendener Lichterabend: Letzter Samstag im August (im Wechsel mit Street Live)
- Street Live: Letzter Samstag im August (im Wechsel mit dem Sendener Lichterabend)
- Sendener Herbst
- Weihnachtsmarkt in Senden: Samstag vor dem 2. Advent

## Wirtschaft und Infrastruktur

### Verkehr

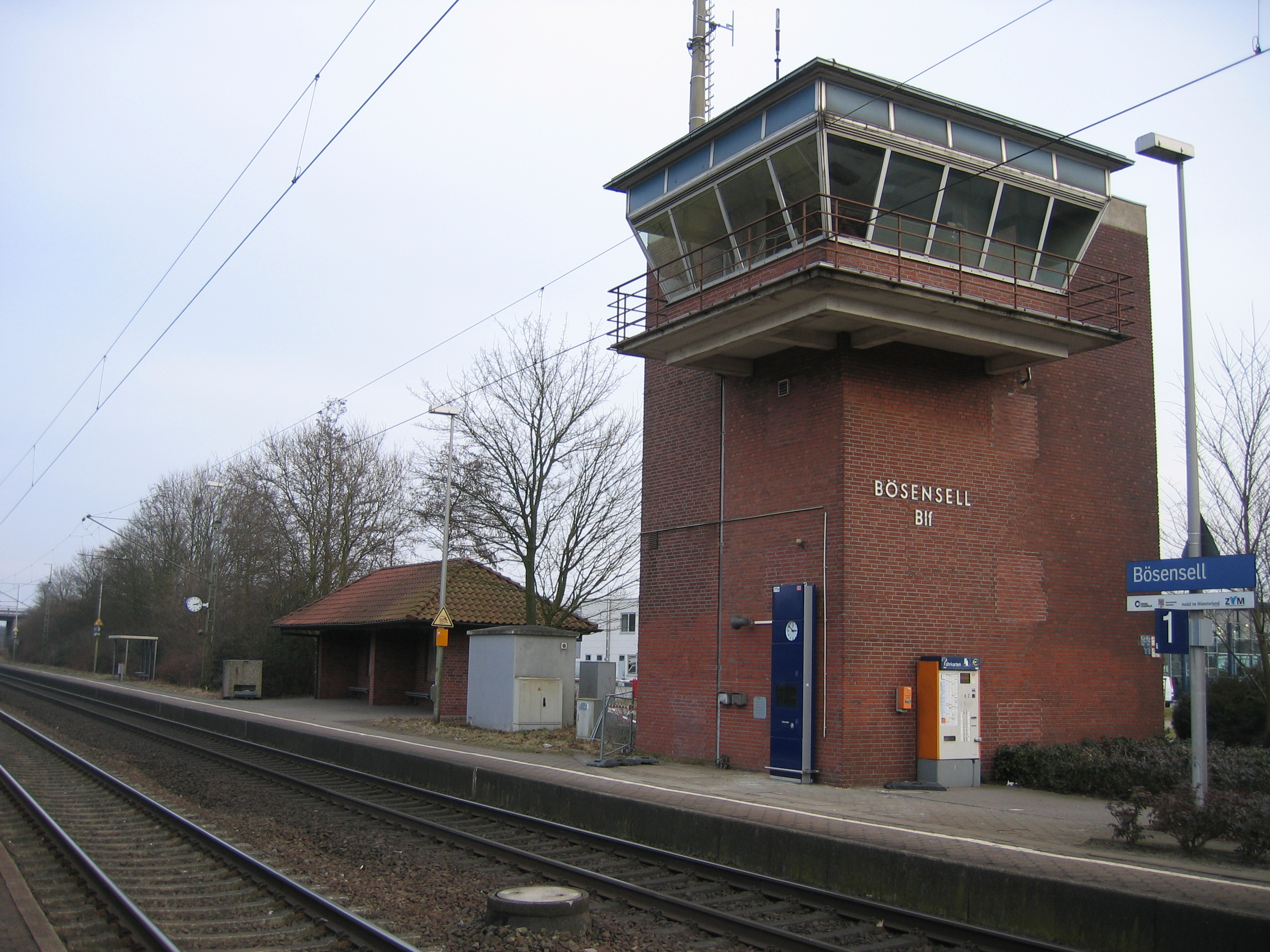
Haltepunkt Senden-Bösensell

#### ÖPNV
Der Ortsteil Senden ist über eine Schnellbuslinie (S90) und eine Expressbuslinie (X90) an die Nachbarstadt Lüdinghausen und an das Oberzentrum Münster angebunden. Diese Linie wurde 1990 als Vorzeigeprojekt des ÖPNV im Münsterland eingerichtet und ersetzte eine reguläre Buslinie. Das gute Angebot, bei dem die Busse auf einer Teilstrecke beschleunigt über die Autobahn geführt wurden, führte in der Folgezeit zu erheblichem Ansteigen der Fahrgastzahlen und weiteren Taktverdichtungen. Ebenso verkehrt die Linie 611, die den Sendener Busbahnhof mit Senden-West verbindet. Die Linie wird von der Regionalverkehr Münsterland betrieben. Am späten Abend sowie samstags fährt die Linie T612, die von der EVG Euregio betrieben wird, zwischen Ottmarsbocholt und Bösensell. Diese Linie verkehrt als Taxibus.
| Linie | Verlauf                                                                    | Takt                                          | Betreiber                   |
| ----- | -------------------------------------------------------------------------- | --------------------------------------------- | --------------------------- |
| S90   | Münster (Westf) Hbf – Senden – Lüdinghausen – Seppenrade – Olfen – Datteln | 60 min (Mo–Sa), 120 min (So)                  | Regionalverkehr Münsterland |
| X90   | Münster (Westf) Hbf – Senden – Lüdinghausen – Olfen                        | 30 min (Mo–Fr), 60 min (Sa), 120 min (So)     | Regionalverkehr Münsterland |
| N4    | Münster (Westf) Hbf – Senden – Ottmarsbocholt – Lüdinghausen               | Eine Fahrt (Fr auf Sa LH→MS), 120 min (Fr–So) | Regionalverkehr Münsterland |

Am 18. August 2021 startete in Senden ein durch Bund, Land, Gemeinde Senden und der RVM gefördertes Projekt mit u. a. zwei „London-Taxis“ als on-demand-Shuttle. Der kommit-Shuttle fuhr zunächst im Ortsteil Senden und bediente dabei über 70 „reale“ und „virtuelle“ Haltestellen. „Reale“ Haltestellen nutzen bereits bestehende Bushaltestellen. „Virtuelle“ Haltestellen waren dank einer Markierung am Halteplatz im Straßenverkehr zu finden. In der App „Kommit Shuttle“ waren alle Haltestellen verzeichnet. Ab August 2022 waren die Ortsteile Bösensell, Venne und Ottmarsbocholt in das Projekt integriert. Ebenfalls wurde die Haltestelle „Alexianer“ in Münster-Amelsbüren bedient. Das Projekt wurde zum 17. August 2024 beendet.

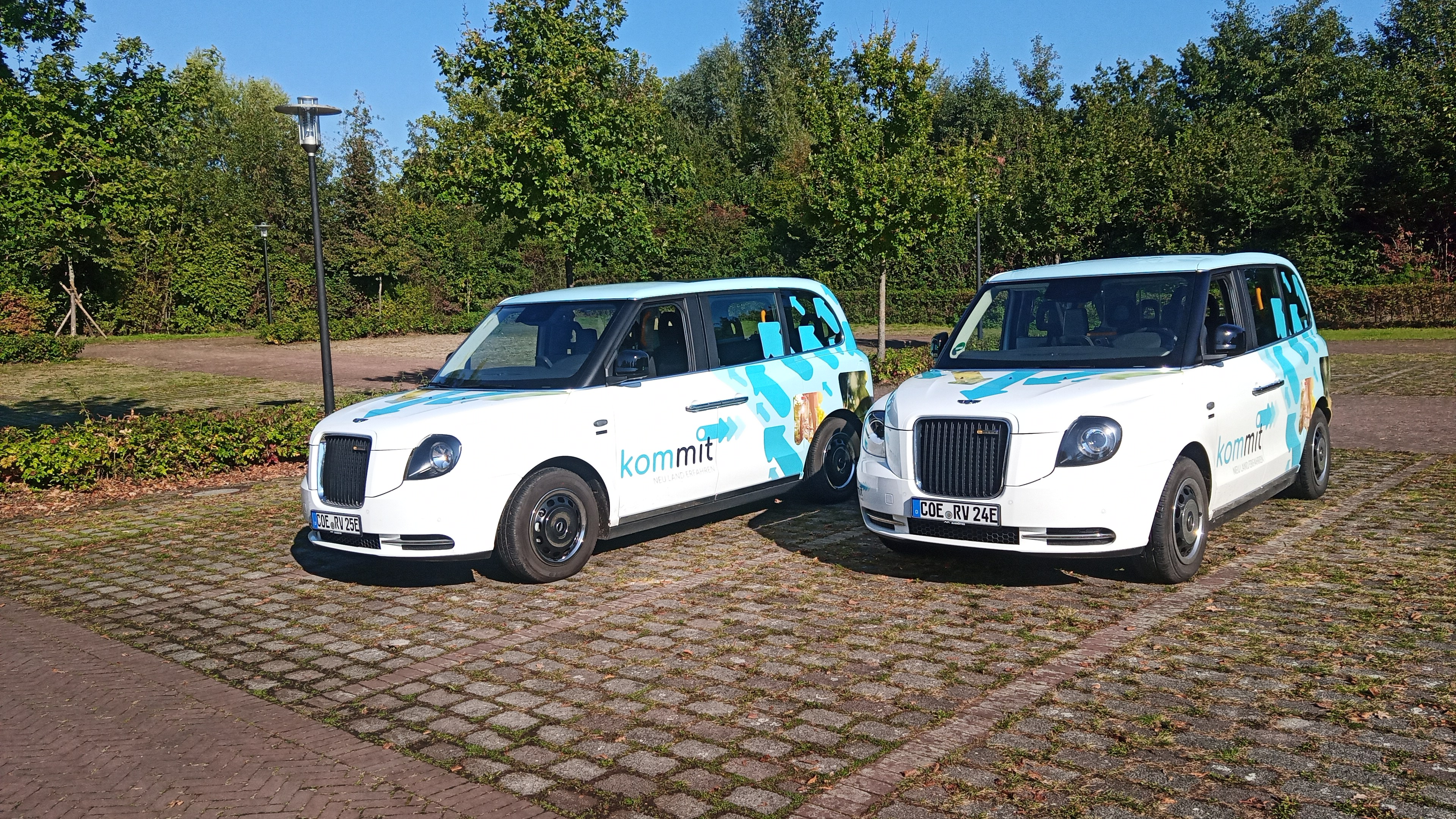
Beide „London-Taxis“ (bis Ende 2023)

Die Gemeinde Senden ist in Richtung Münster/Norddeutschland mit einer Ausfahrt an die Bundesautobahn 43 angebunden. In Richtung Ruhrgebiet/Süddeutschland sorgen die Anschlussstellen Nottuln der Bundesautobahn 43 und die Anschlussstelle Münster-Hiltrup der Bundesautobahn 1 (jeweils weniger als 10 km entfernt) für eine Anbindung. Die Bundesstraße 235 beginnt im Ortsteil Bösensell und durchquert das Gemeindegebiet von Norden nach Süden.
Der Ortsteil Bösensell besitzt einen Bahnhof an der Bahnstrecke Wanne-Eickel–Hamburg, der im Halbstundentakt bedient wird. Von Ottmarsbocholt nach Münster verkehrt die Linie R41.

#### Rad
Durch das Gemeindegebiet von Senden verlaufen mehrere Fernradwege:
- Die Dortmund-Ems-Kanal-Route ist ein rund 350 km langer und nahezu steigungsfreier Radfernweg der das Ruhrgebiet mit der Nordseeküste verbindet.
- Das ca. 960 km lange Radwegenetz der 100-Schlösser-Route schlängelt sich weitgehend abseits von Autostraßen von Burgen zu Wasserschlössern, Herrensitzen und Gräftenhöfen, Schlossparks und Bauerngärten, Klöstern und Kirchen, insgesamt werden deutlich mehr als die namensgebenden 100 Bauwerke angesteuert.
- Die Burg- und Schloss-Tour führt durch das südliche Münsterland u. a. zum Schloss Nordkirchen.[17]

### Ansässige Unternehmen
Der Ortsteil Senden besitzt ein Gewerbegebiet im Süden in der Nähe des Dortmund-Ems-Kanals.
Zu den größeren Unternehmen zählen u. a.:
- DEGAFOL-Folien GmbH (Stretchfolienproduktion)
- Degener GmbH Verpackungssysteme (Stretchmaschinen und Folienvertrieb)

Im Ortsteil Bösensell befinden sich:
- GEUER International GmbH (Umzug-Service-Logistik-Lagerung)
- Langguth GmbH (Etikettiermaschinen)

Im Ortsteil Bösensell hat sich in den letzten Jahren eine Reihe von Einrichtungshäusern in direkter Nachbarschaft angesiedelt und damit den Spitznamen „Möbelsell“ geprägt.
Im Gewerbegebiet am Dorn eröffnete am 28. April 2006 Beresa mit seinem neu gebauten Nutzfahrzeug-Zentrum Westmünsterland.
Im Ortsteil Ottmarsbocholt befinden sich:
- Georg Goerdt Zaunsysteme GmbH
- Viele Handwerksbetriebe wie Schreiner, Dachdecker, Zimmermann, Maurer, Maler, Tischler, Kfz-Mechaniker u. v. m.

### Medizinische Versorgung
In Senden gibt es kein Krankenhaus. Das nächstgelegene Krankenhaus ist im benachbarten Dülmen. Seit 1980 verfügt Senden über eine Rettungswache mit einem Rettungswagen (RTW). Seit 2002 ist die Wache rund um die Uhr besetzt, seit der letzten Fortschreibung des Bedarfsplans 2018 durch den Kreis Coesfeld wird tagsüber ein zweiter RTW besetzt. Die Mitarbeiter werden vom DRK-Kreisverband Coesfeld gestellt.

### Bildung

#### Grundschulen
Die Gemeinde Senden hat vier Grundschulen, wovon eine im Ortsteil Bösensell, eine im Ortsteil Ottmarsbocholt und zwei im Ortsteil Senden liegen.

#### Weiterführende Schulen
In der Gemeinde Senden liegen die folgenden weiterführenden Schulen:
- Edith-Stein-Gemeinschaftshauptschule
- Geschwister-Scholl-Realschule
- Joseph-Haydn-Gymnasium

#### Sonstige Bildungseinrichtungen
Eine Volkshochschule, eine Musikschule, die Kunstschule sowie die Kunst- und Kulturinitiative Senden (KuKIS) bieten Kurse an.
Weiter gibt es drei Büchereien, die Pfarrbücherei Bösensell, die Katholische Öffentliche Bücherei St. Urban und die Pfarrbücherei Senden.

### Schwimmbäder

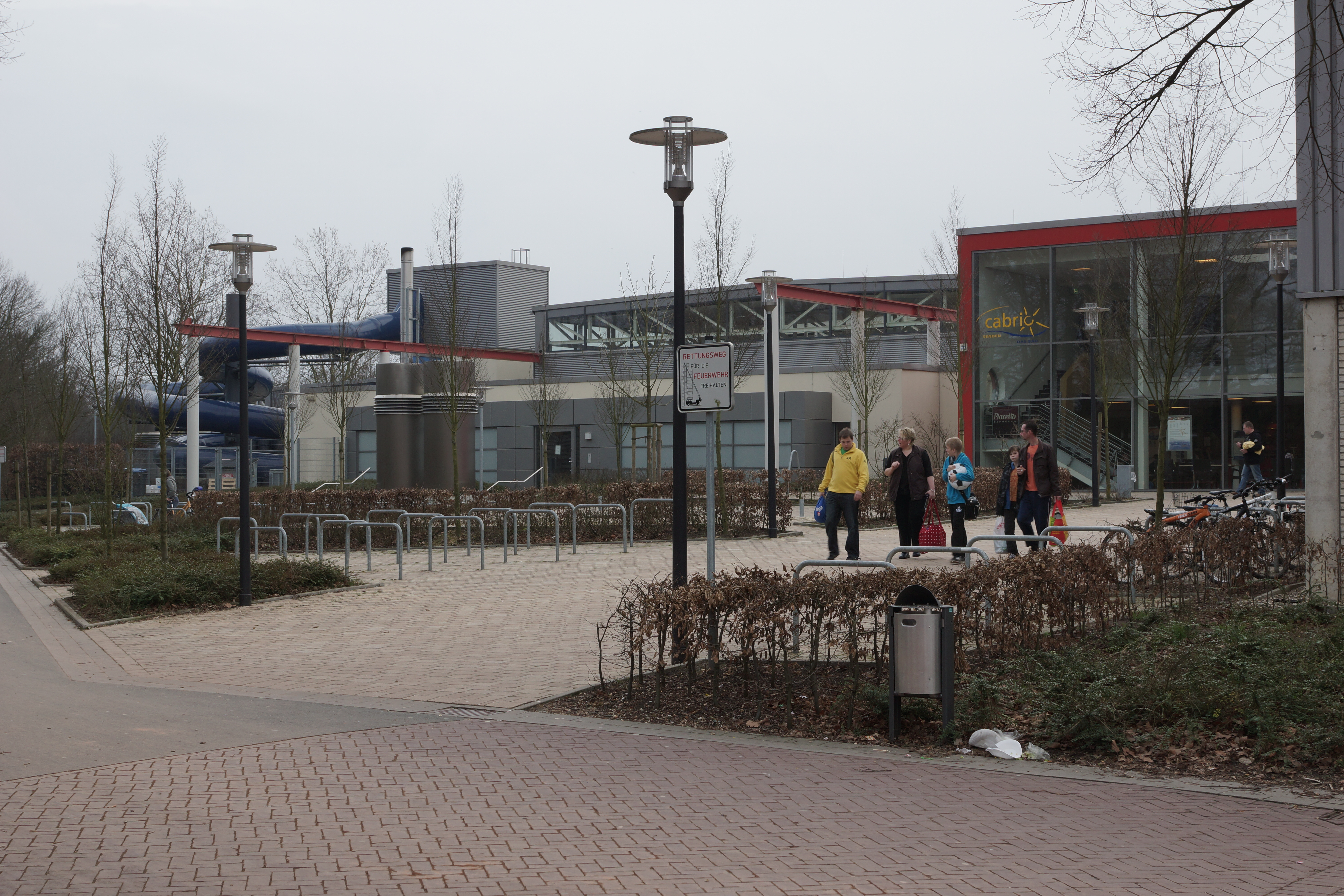
Das Allwetterbad „Cabrio“

Die Gemeinde Senden beherbergt ein Schwimmbad:
- In Senden liegt das Allwetterbad „Cabrio“.[20]
- Im Ortsteil Bösensell war bis 2015 ein Lehrschwimmbecken vorhanden.

## Persönlichkeiten

### Söhne und Töchter der Gemeinde
- Antonius Geyer (* 1736), westfälischer Adeliger
- Anton Wewel (1857–1938) wirkte als Steyler Missionar über 56 Jahre ohne Unterbrechung in der chinesischen Provinz Schantung
- Wilhelm Haverkamp (1864–1929), Maler und Bildhauer
- Alexander Frerichmann (1873–1960), Bildhauer
- Agatha Rath (1877–1904), Missionsschwester und Märtyrin
- Anton Aulke (1887–1974), Schriftsteller
- Laurenz Schmedding (1894–1972), römisch-katholischer Geistlicher, Häftling im KZ Dachau
- Theodor Maas-Ewerd (1935–2002), römisch-katholischer Theologe
- Manfred Wennemer (* 1947), Vorstandsvorsitzender von Continental
- Michael Quante (* 1962), Philosophieprofessor
- Heiner Möllers (* 1965), Offizier und Militärhistoriker
- Cinja Tillmann (* 1991), Volleyball- und Beachvolleyballspielerin
- Niklas Castelle (* 2002), Fußballspieler

### Weitere Persönlichkeiten, die mit der Gemeinde in Verbindung stehen
- Paul Mersmann (1903–1975), Bildhauer
- Johannes Dörmann (1922–2009), katholischer Theologe und Missionswissenschaftler
- Klemens Richter (* 1940), katholischer Theologe, Liturgiewissenschaftler und Professor
- Harry Wijnvoord (* 1949), niederländischer Fernseh- und Hörfunkmoderator
- Ismail Atalan (* 1980), Fußballtrainer